# Divisió de Narbada
La divisió de Narbada o Nerbudda o Narmada fou una antiga entitat administrativa de les Províncies Centrals amb una superfície de 7.353 km². Formava una bona part de la vall del riu Narbada (Narmada o Nerbudda) que li donava nom. La capital era a Hoshangabad i la formaven cinc districtes:
- Districte de Narsinghpur
- Districte d'Hoshangabad
- Districte de Nimar
- Districte de Betul
- Districte de Chhindwara

La població era:
- 1881: 1.763.105
- 1891: 1.881.147
- 1904: 1.783.441 (baixada per la fam de 1899-1900 i uns canvis territorials el 1901)

La població eren hindús en un 73%, animistes un 21% (en descens progressiu), musulmans un 4% (en ascens), jainistes 1% i cristians, kabirpanthis, satnamis, parsis, jueus i sikhs 1%. La població eren gonds (prop de 400.000), korkus, bhils, kanwars, kols, savars, khàrries, múghies i altres i en castes: bramans, rajputs, bhats, gosains, kayasths, baniyes i nombroses subcastes de sudres. L'esmentada població vivia en 7 ciutats i 6.164 pobles el 1901 (11 ciutats i 6.144 pobles el 1881). La ciutat principal era Hoshangabad (15.863 habitants el 1881) superada per Burhanpur (33.341 habitants el 1901); altres ciutats eren Khandwa, Harda, Narsinghpur, Chhindwara, Gadarwara, Pandhurna, Sohagpur, Seoni i Mohgaon. Les muntanyes principals eren la branca dels Satpura anomenada muntanyes Mahadeo, on hi havia el sanatori de Pachmarhi, residència d'estiu del govern. L'estat de Makrai estava enclavat al seu territori i sota supervisió del comissionat de la divisió.